# Foreston (Carolina del Sur)
Foreston es un lugar designado por el censo ubicado en el condado de Clarendon en el estado estadounidense de Carolina del Sur. En el Censo de 2020 tenía una población de 159 habitantes y una densidad poblacional de 26,99 habitantes por km². Fue incluido como CDP en el censo de 2020.

## Geografía
Foreston se encuentra ubicado en las coordenadas 33°37′52″N 80°3′44″O / 33.63111, -80.06222. Según la Oficina del Censo de los Estados Unidos,  tiene una superficie total de 5,89 km², todos correspondientes a tierra firme.